# American Truck Simulator
『American Truck Simulator』（アメリカントラックシミュレーター、略称：ATS、アメトラ）は、チェコのSCSソフトウェアが開発・発売しているドライビングシミュレーションゲーム。『Euro Truck Simulator 2』の続編。

## 概要
日本語を含む全24言語に対応している。
SCSソフトウェアは2013年9月のブログで開発中であると発表、2014年4月には100以上の都市が存在することなどスクリーンショットを通じて公表。
Electronic Entertainment Expo 2015 (E3 2015)を通して開催されているPC Gaming Showで、トレイラー映像が公開された。
2015年12月18日には2016年2月3日の正式リリースを告知していたが、1日前（2月2日）にSteamにて発売された。その後、2月26日には日本での発売を開始した。当初はズーが販売を担っていたが、のちにSCSソフトウェアの販売に移行した。
2023年9月末には、2012年の発売開始以来変更されていなかったシステム要件が見直された。今後もアップデートやコンテンツの提供が予定されており、従来の要件では快適な動作が見込めなくなる恐れがあることから更新された。

## ゲームの流れ

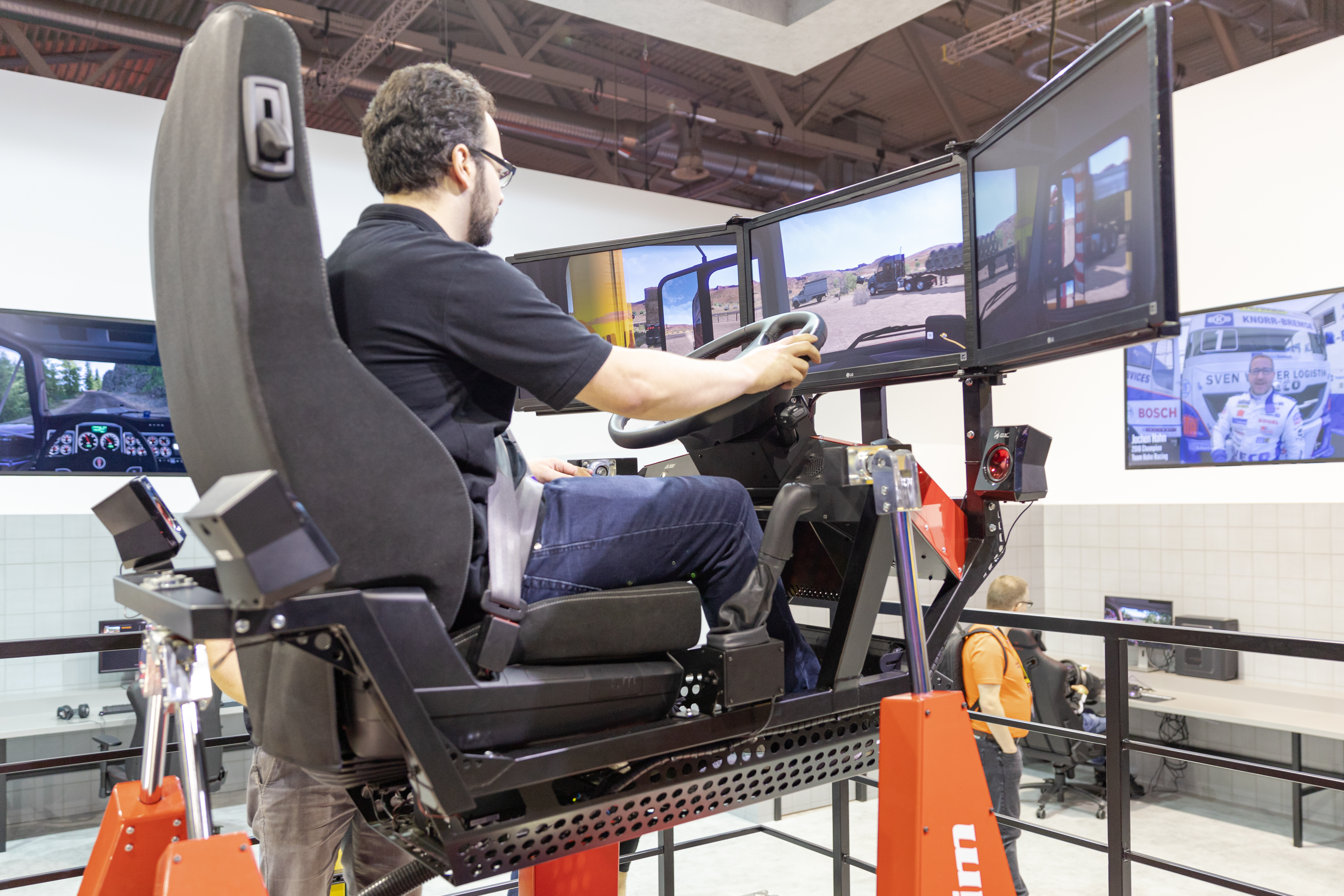
アメリカントラックシミュレーターをプレイする様子。実車と同じくハンドルやペダル、シフトレバーを用いて操作している。

ゲームの流れはEuro Truck Simulator 2（略称：ETS2）と同様であり、設定やUIにおいても変更点はない。
北米地域をセミトレーラーで走行し、交通法規を守りながら荷物を目的地まで輸送することが目的である。
まず拠点都市を選択し、最初にトラックを購入するまでは、既に荷物を繋いだ状態の(荷主の)トラックを運転する「クイックジョブ」をこなしていき、トラックを購入する代金を稼いで行く形で進行していく。 仕事をこなして行くうちにスキルが上がって行き、引き受けられる荷物の輸送距離が長い仕事や、危険物などの報酬の高い荷物を運べるようになる形式となっており、無事故で運送を終えると多くの報酬とスキルを獲得することが出来る。なお、交通違反やAIの車への接触を起こすと、ペナルティとして所持金から罰金を徴収される。資金を貯めて自前のトラックを購入すると、より報酬の高い荷物が選択できる「フレイトマーケット」が選択出来るようになる。燃料・有料道路代金・トラックの維持費も自己負担となる。自前のトラックは改造が可能であり、RGBでのカラーの変更とエンジンチューンを始めあらかじめ用意されているペイントパターンや、MODによるスキンへ変更出来るほか、（後々アンロックされる形でパーツが増加して行くものが多いが）ライト類のアクセサリー類を装備出来るようになっている。加えて、キャビンタイプの変更とエンジンの換装なども行えるようになっており、下位グレードのトラックを購入しても、後々アンロックにより同車種の上位グレード仕様に改造することも可能である。
またオンラインによるイベントが開催される場合がある。設定された回数、場所などへ荷物を運ぶミッションを規定数クリアすると、無料でオリジナルペイントや車内アクセサリが追加される。

## 開発状況

2024年10月時点の開発状況。緑色は実装された州、オレンジ色は実装予定の州、赤色は実装予告がされていない州。

今後のDLCについて、SCSソフトウェアの最高経営責任者（CEO）は、最終的に北米大陸全体の拡張を告知している。
- 実装済みのマップDLC
  - アリゾナ州 - ネバダ州と同様に無料で配信された[9]。
  - ニューメキシコ州[10]
  - オレゴン州[11]
  - ワシントン州[12]
  - ユタ州[13]
  - アイダホ州[14]
  - コロラド州[15]
  - ワイオミング州[16]
  - モンタナ州 - 同社が2002年に発売したゲーム『Hard Truck: 18 Wheels of Steel（英語版）』のアセットを参考に再設計したものである[17]。
  - テキサス州[18]
  - オクラホマ州[19]
  - カンザス州 - 2023年1月にリリース予定であることを発表した[20]。同年11月30日にリリースされた[21]。
  - ネブラスカ州 - 2023年7月25日に開発中であることを州名を隠して発表[22]したのち、同年8月11日に正式発表された。正式発表時点ではリリース日は未定としていたが、翌2024年5月17日にリリースされた[23][24]。
  - アーカンソー州 - 2023年9月13日に開発中であることを発表した[25]。当初リリース日は未定としていたが、1年後の2024年9月17日にリリースされた[25][26]。
  - ミズーリ州 - 2023年12月30日に開発中であることを発表した[27]。リリースは2024年4月4日。
- 実装予告済みのマップDLC
  - アイオワ州 - 2024年6月19日に開発中であることを発表した。リリース日は未定である[28]。
  - ルイジアナ州 - 2024年10月11日に開発中であることを発表した。リリース日は未定である[29]。
  - イリノイ州 - 2025年2月11日に開発が公表された。リリース日は未定である[30]。

## 登場車種
- Kenworth（ケンワース）
  - T680シリーズ[31]
  - W900シリーズ[31]
- Peterbilt（ピータービルト）
  - 579シリーズ[31]
  - 389シリーズ
- Volvo（ボルボ）
  - VNL 2014年型（Ver.1.32より追加）
  - VNL 現行型（Ver.1.47より追加）
- International（インターナショナル）
  - LoneStarシリーズ（Ver.1.36.1より追加）
  - LTシリーズ（Ver.1.41.1より追加）
  - 9900i（Ver.1.43.3より追加）
- Mack Trucks（マック・トラックス）
  - Anthemシリーズ（Ver.1.37.1より追加）
  - Pinnacle
- Western Star（ウエスタンスター）
  - 49X（Ver.1.38.1より追加）
  - 57X（Ver.1.45より追加）
  - 5700XEシリーズ（Ver.1.46より追加）
- Freightliner（フレイトライナー）
  - Cascadia（Ver.1.39.2より追加）
  - Cascadia 2022（Ver.1.43より追加[32]）
  - Cascadia Gen5（2024年10月16日に追加）[33]

## 登場する都市
本作発売と同時に無料DLCとしてネバダ州が追加された。
※州はリリース順、都市は50音順で掲載。
 アメリカ合衆国（13州）
 カリフォルニア州（22都市）
- エル・セントロ、オークランド、オックスナード、カールスバッド、サクラメント（Ver.1.44より追加）、サンタクルーズ、サンタマリア（Ver.1.5より追加[34]）、サンディエゴ、サンノゼ（Ver.1.50より追加[35]）サンフランシスコ、ストックトン、トラッキー、バーストウ、ヒューロン（英語版）、ヒルト（英語版）（Ver.1.41より追加）、フレズノ、ベーカーズフィールド、モデスト（Ver.1.50より追加[35]）、ロサンゼルス、ユーレカ、ユカイア（Ver.1.3より追加[9]）、レディング
- ※ホーンブルック（英語版）はVer.1.41で削除。サンラフェルはVer1.44で削除。オークデール（英語版）はVer.1.50で削除。

 ネバダ州（10都市）
- イーリー（英語版）、ウィネマッカ、エルコ、カーソン・シティ、ジャックポット（英語版）、トノパー（英語版）、ピオッシュ（英語版）、プリム（英語版）、ラスベガス、リノ

 アリゾナ州（15都市）
- エーレンバーグ（英語版）、カエンタ（英語版）、キャンプ・ヴェルデ（英語版）、キングマン、グランド・キャニオン・ビレッジ、クリフトン（英語版）（Ver.1.32より追加[36]）、サン・シモン（英語版）、シエラビスタ、ショー・ロー（英語版）、ツーソン、ノガレス、フェニックス、フラッグスタッフ、ペイジ、ユマ

 ニューメキシコ州（14都市）
- アーティージア（英語版）、アラモゴード、アルバカーキ、カールズバッド、ギャラップ（英語版）、クローヴィス、サンタフェ、ソコロ、トゥクムカリ、ファーミントン、ホッブス、ラスクルーセス、ラトン、ロズウェル[10]

 オレゴン州（14都市）
- アストリア、オンタリオ、クースベイ、クラマスフォールズ、ザ・ダレス、セイラム、ニューポート、バーンズ、ベンド、ペンドルトン、ポートランド、メドフォード、レイクビュー、ユージーン[11]

 ワシントン州（16都市）
- アバディーン、エバレット、オマック（英語版）、オリンピア、グランドクーリー（英語版）、ケニウィック、コルビル（英語版）、シアトル、スポケーン、タコマ、バンクーバー、ベリンハム、ポートエンジェルス、ヤキマ、ロングビュー、ワナッチー

 ユタ州（10都市）
- オグデン、サライナ（英語版）、シーダーシティ、セントジョージ、ソルトレイクシティ、バーナル（英語版）、プライス、プロボ、モアブ、ローガン[13]

 アイダホ州（11都市）
- アイダホフォールズ、コー・ダリーン、グレーンジビル（英語版）、ケチャム（英語版）、サーモン、サンドポイント、ツインフォールズ、ナンパ、ルイストン、ボイシ、ポカテッロ[14]

 コロラド州（13都市）
- アラモサ、グランドジャンクション、コロラドスプリングス、スターリング（英語版）、スティームボートスプリングス（英語版）、デュランゴ、デンバー、バーリントン（英語版）、フォートコリンズ、プエプロ、モントローズ、ラマー、レンジリー（英語版）[15]

 ワイオミング州（11都市）
- エバンストン、キャスパー、コーディ（Ver.1.45で追加[37]）、シェリダン、シャイアン、ジャクソン（英語版）、ジレット、ララミー、リバートン（英語版）、ローリンズ（英語版）、ロックスプリングズ[38]

 モンタナ州（15都市）
- カリスペル、グラスゴー（英語版）、グレートフォールズ、グレンダイブ（英語版）、シドニー（英語版）、トンプソンフォールズ（英語版）、ハバー、ビュート、ビリングス、ヘレナ、ボーズマン、マイルズシティ（英語版）、ミズーラ、ルイスタウン（英語版）、ローレル（英語版）[39]

 テキサス州（30都市）
- アビリーン、アマリロ、ウィチタフォールズ、ウェーコ、エルパソ、オースティン、オデッサ、ガルベストン、コーパスクリスティ、サンアンジェロ、サンアントニオ、ジャンクション（英語版）、タイラー、ダラス、ダルハート（英語版）、テキサカーナ（Ver.1.48で追加[40]）、デル・リオ、ハンツビル（英語版）、バンホーン（英語版）、ビクトリア、ヒューストン、フォート・ストックトン（英語版）、フォートワース、ブラウンズビル、ボーモント、マッカレン、ラフキン（英語版）、ラボック、ラレド、ロングビュー[18]

 オクラホマ州（10都市）
- アードモア（英語版）、アイダベル（英語版）、イーニド、ウッドワード、オクラホマシティ、ガイモン（英語版）、クリントン（英語版）、タルサ、マカレスター（英語版）、ロートン[19]

 カンザス州（14都市）
- ウィチタ、エンポリア、ガーデンシティ、カンザスシティ、コルビー（英語版）、サライナ、ジャンクションシティ（英語版）、ドッジシティ、トピカ、ハッチンソン、ピッツバーグ（英語版）、フィリップスバーグ（英語版）、ヘイズ、メアリーズビル（英語版）

 ネブラスカ州（12都市）
- アライアンス（英語版）オマハ、グランドアイランド、コロンバス、シドニー（英語版）スコッツブラフ（英語版）、チャドロン（英語版）ノースプラット（英語版）、ノーフォーク、バレンタイン（英語版）、マクック（英語版）リンカーン[41]

 アーカンソー州（10都市）
- エルドラド（英語版）、ジョーンズボロ、スプリングデール、テクサーカナ、パインブラフ、ハリソン（英語版）、フェイエットビル、フォートスミス、ホットスプリングス、リトルロック[26]

 ミズーリ州
 アイオワ州
 ルイジアナ州
- TBA

 イリノイ州
- TBA

 サウスダコタ州
- TBA

## これまでに発売されたDLC
※ペイント、無償トラックは除く
| 名称                               | 概要                                                                                             | リリース日     | 出典   |
| マップ                             | マップ                                                                                           | マップ         | マップ |
| ---------------------------------- | ------------------------------------------------------------------------------------------------ | -------------- | ------ |
| Arizona                            | 新しい州としてアリゾナ州が拡張される。コロラド川やグランドキャニオンもモデリングされている。     | 2016年6月6日   | [ 9 ]  |
| New Mexico                         | 新しい州としてニューメキシコ州が拡張される。                                                     | 2017年11月10日 | [ 42 ] |
| Oregon                             | 新しい州としてオレゴン州が拡張される。                                                           | 2018年10月4日  | [ 11 ] |
| Washington                         | 新しい州としてワシントン州が拡張される。                                                         | 2019年6月12日  | [ 43 ] |
| Utah                               | 新しい州としてユタ州が拡張される。                                                               | 2019年11月8日  | [ 13 ] |
| Idaho                              | 新しい州としてアイダホ州が拡張される。                                                           | 2020年7月17日  | [ 44 ] |
| Colorado                           | 新しい州としてコロラド州が拡張される。                                                           | 2020年11月13日 | [ 45 ] |
| Wyoming                            | 新しい州としてワイオミング州が拡張される。                                                       | 2021年9月8日   | [ 38 ] |
| Montana                            | 新しい州としてモンタナ州が拡張される。                                                           | 2022年8月5日   | [ 39 ] |
| Texas                              | 新しい州としてテキサス州が拡張される。                                                           | 2022年11月16日 | [ 18 ] |
| Oklahoma                           | 新しい州としてオクラホマ州が拡張される。                                                         | 2023年8月2日   | [ 19 ] |
| Kansas                             | 新しい州としてカンザス州が拡張される。                                                           | 2023年11月30日 | [ 21 ] |
| Nebraska                           | 新しい州としてネブラスカ州が拡張される。                                                         | 2024年5月17日  | [ 24 ] |
| Arkansas                           | 新しい州としてアーカンソー州が拡張される。                                                       | 2024年9月17日  | [ 26 ] |
| Missouri                           | 新しい州としてミズーリ州が拡張される。                                                           | 2025年4月4日   | [ 46 ] |
| トレーラー                         |                                                                                                  |                |        |
| Heavy Cargo Pack                   | トラクターやクレーンなど9種類の重量級貨物が実装される。                                          | 2017年6月7日   | [ 47 ] |
| Special Transport                  | 11種類の超重量級貨物のトレーラーが実装される。                                                   | 2018年11月8日  | [ 48 ] |
| Forest Machinery                   | 林業貨物や特殊トレーラーが実装される。                                                           | 2019年6月12日  | [ 49 ] |
| Volvo Construction Equipment       | ボルボ建設機械社の建設機械5種の貨物が実装される。                                                | 2021年9月23日  | [ 50 ] |
| Lode King & Prestige Trailers Pack | Lode King社のトレーラー計15種が実装される。                                                      | 2022年6月1日   | [ 51 ] |
| チューニング                       |                                                                                                  |                |        |
| Wheel Tuning Pack                  | タイヤのホイール、ナットのデザインのチューニングができる。                                       | 2016年4月14日  | [ 52 ] |
| Steering Creations Pack            | Steering Creations, Inc.との提携、20種類のステアリングホイールがカスタマイズできる。             | 2016年9月14日  | [ 53 ] |
| Cabin Accessories                  | 運転席の周りにコップや財布などの小物類、窓にカーテンなどを設置することができる。                 | 2020年12月4日  | [ 54 ] |
| Goodyear Tires Pack                | グットイヤー社ライセンス公認のタイヤチューニングパック。トレーラーやトラックのスキンも含まれる。 | 2021年5月11日  | [ 55 ] |

## バージョン履歴
※バージョン1.2以降を掲載。2025年1月24日時点の最新バージョンは1.53。
※アップデート内容の直後に鍵括弧付きでDLC名が記載されているものに関しては、該当するDLCがインストールされている環境で実装される。
| Ver. | リリース日     | 主なアップデート内容 |
| ---- | -------------- | --- |
| 1.54 | 2025年4月22日  | 低床トレーラーに積載された建機のような露出した貨物とトレーラーの組み合わせの設定を変更、ドライビングアカデミーの報酬追加、座席やミラー位置調整のメニュー表示を改良、など。 |
| 1.53 | 2024年11月28日 | カリフォルニア州マップ再構築の第4段階(Rework Phase 4)の実装、カリフォルニア再構築に合わせた特殊輸送貨物の更新、木材の積み下ろしアニメーションの追加、トレーラーの車軸位置調整機能(Sliding Tandem)の追加、など。 |
| 1.51 | 2024年9月10日  | タイトル画面の刷新、ホッパーを介したバルクトレーラーへの積込みに対応、FlowBelow社のカスタムパーツを追加、オプションメニューの機能強化 |
| 1.50 | 2024年5月15日  | カリフォルニア州の大規模な刷新、都市（サンノゼ、モデスト）の追加、International車のオプション機能を強化、レンダリングシステムの改善、UIの刷新、レーンアシスタント機能の実装、ツールチップの導入、フレームレート制限機能の実装 |
| 1.49 | 2023年11月23日 | 中古トラックディーラーの導入、ゲーム内ビジュアルの強化、自動ヘッドライト・ハイビーム機能の実装、キーバインド操作に対応 |
| 1.48 | 2023年7月27日  | ABSとTCS制御の実装、地図探索におけるUIウインドウの導入、車両輸送用トレーラーの改良、設定各項目における数値の入力・表示に対応 |
| 1.47 | 2023年4月12日  | 所有可能なタンクトレーラーの導入、 FMODを介したサウンドスキャッターテクノロジーの導入、ACCへの対応およびACCと連動する緊急ブレーキシステムの実装、繊細な路面の凹凸の読み取りへの対応 |
| 1.46 | 2022年11月8日  | Company Browser（ゲーム内ブラウザ）の導入、道路（US-20）の追加、所有可能なケミカルトレーラーの導入、カスタム都市の導入、ギャラリー機能の強化、アイダホ州のビューポイントの改善 |
| 1.45 | 2022年7月26日  | 都市（コーディ）の追加、所有可能なトレーラー（ドライバルク、燃料タンク）の導入、給油所とトラック停留所のブランドを刷新、レインセンサー機能の実装 、進入禁止標識の非表示化に対応、コンボイのオプションModに対応 |
| 1.44 | 2022年5月10日  | カリフォルニア州一部地域を刷新、Mod返金機能の導入、地図にない道路探索時の機能強化、FFB機能の強化、スマートシーケンシャルシフトモードの実装、キャビン視点の水平固定およびサスペンションの高さ調節に対応、所有可能なドロップデッキトレーラーの導入                                                                                                  |
| 1.43 | 2021年12月9日  | Freightliner Cascadia（2022年版）の実装、所有可能なダンパートレーラーの導入、ロード画面の画像表示機能を強化、キャビン視点でのサウンドを更新、SDFフォントの導入、地図上アイコンの絞り込み検索に対応、コントローラー操作の改善 |
| 1.42 | 2021年10月21日 | マルチプレイでのMODに対応 |
| 1.41 | 2021年7月13日  | カリフォルニア州一部地域の刷新（BPSの設置や一部都市の手直し）、フォトモードの改善（時間帯や天候の調整可能）、メニュー画面にクイックトラベルを実装、マルチプレイの実装（最大8人プレイで、Modは非対応） |
| 1.40 | 2021年3月23日  | ビジュアルライティングシステムの改善、道路標識の刷新、ニューメキシコ州とオレゴン州にビューポイント地点を追加、一部のトラックに4x2,8x4,8x6シャーシを追加 |
| 1.39 | 2020年11月5日  | 新たなLowboyトレーラーを追加、ワシントン州とユタ州に新しいビューポイントを追加、ランチパッドの再設計 |
| 1.38 | 2020年7月14日  | 都市（ラスベガス、エル・セントロ）の刷新、道路（US-191、UT-56）の追加、新しいグラフィックオプションSSAOの実装、オートマチックトランスミッションの改善、ナビゲーション機能の改善、カラーピッカーの再設計（RGB、HSV、HEXを追加） |
| 1.37 | 2020年4月20日  | ゲーム内サウンドに「FMOD」の実装、全トラックの窓が開閉可能、所有可能な食品トレーラーの導入、AIの音と動きを改善、トラックのカスタム画面「ガレージ」での歩行が可能、計量ステーション（秤量所）の導入、ASUS Aura Syncに対応、スピード別のスピード違反金制度の導入                                                                                    |
| 1.36 | 2019年11月5日  | DirectX 11の完全サポートに伴うDirectX 9のサポート終了、都市（サンタクルーズ、フラッグスタッフ）の刷新、所有可能なトレーラー（穀物ホッパー、バルクフィード）の導入、フラックタンクトレーラーの導入、マネージャーマップ上におけるトラック・ドライバー・トレーラーの表示に対応、AI車両の追加、中国語などの非ラテン文字に対応、アンチエイリアスの改善 |
| 1.35 | 2019年6月10日  | GPS音声ナビゲーションの実装、道路（OR-58、CA-299）の追加およびOR-140の拡張、全州の信号機を改善、複数のトレーラーの導入、ガレージのオンライン購入に対応、緊急給油サービスの導入 |
| 1.34 | 2019年2月8日   | 都市（トノパー）の刷新、道路（OR-140）の拡張、所有可能な木材運搬トレーラーの導入 |
| 1.33 | 2018年12月11日 | 迂回路の追加、道路（OR-140）の追加、ユーザープロフィールにSteamクラウドの追加、ターンパイクダブルトレーラーの導入（ネバダ州限定）、ガラス上の雨滴の挙動改善、国・地域名のローカリゼーション設定に対応、トラックとトレーラーのカスタマイズをプリセット可能                                                                                         |
| 1.32 | 2018年9月17日  | トレーラーが所有可能、古いトレーラーの更新、道路（US-550、US-95、US-191）の追加、都市（クリフトン）の追加、レンダリングの速度の向上 |
| 1.31 | 2018年5月14日  | トラックとトレーラー間の電源・エアラインの追加、道路（CA-120）の追加、ボトムダンパートレーラーの導入 |
| 1.30 | 2018年1月12日  | 不具合の修正 |
| 1.29 | 2017年11月10日 | 幹線道路の追加、ルートアドバイザーのオプションに最適・最短・下道優先ルートを追加、GPSナビゲーションの改善 |
| 1.28 | 2017年8月17日  | ダブルストレーラー（2両ないし3両連結）の導入、ゲーム内のデスクトップ背景を変更可能 ※本バージョンからETS2のバージョンと揃えるため1.28となった |
| 1.6  | 2017年3月23日  | 重量計測所を通過可能かどうか確認できる交信機を全トラックに装着、トレーラーの最前軸を上昇又は下降した状態での走行可能 |
| 1.5  | 2016年12月12日 | 地図縮尺を1:30から1:20へ拡大、都市（サンタマリア）の追加、都市（オックスナード）の刷新、景観ランドマークの追加、道路の大幅追加 |
| 1.4  | 2016年9月7日   | ジョブ選択時にトレーラーのスタイルやテクスチャが変更可能（一部はトレーラ―自体が変更可能）、ハンドルの調節に対応 |
| 1.3  | 2016年6月6日   | 外部ジョブの導入、道路の追加、都市（ユカイヤ）の追加 |
| 1.2  | 2016年4月11日  | SteamワークショップのMODに対応、トラックホイールのカスタマイズを細分化、速度制限を強化、信号有交差点の一時停止標識を除去、一部交差点で右折信号を導入 |

## 評価
American Truck Simulatorのスコアは76点/100点と、Metacriticは主に肯定的である評価を与えた。
2016年、Czech Game of the Year AwardsではCzech game of the year "チェコの今年のゲーム"、Best technological solution"ベスト技術ソリューション"、Czech game of the year for PC/Consoles "チェコのPC/コンソール用ゲーム"の部門で受賞している。